# Штеффі Лемке
Штеффі Лемке (нім. Steffi Lemke; нар. 19 січня 1968) — німецька політична діячка. З грудня 2021 року — міністр довкілля, захисту природи, ядерної безпеки та захисту прав споживачів Німеччини.